# زيلاه
زيلاه (واشنطن) (بالإنجليزية: Zillah, Washington)‏ هي مدينة تقع في الولايات المتحدة في مقاطعة ياكيما، واشنطن. يقدر عدد سكانها بـ 2,964 نسمة ومساحتها 4.61 كم2 وترتفع عن سطح البحر 250 متر.

## التركيبة السكانية
قام مكتب تعداد الولايات المتحدة بتحديد بيانات التركيبة السكانية لزيلاهفي تعداد الولايات المتحدة. في ما يلي، التركيبة السكانية حسب تعدادي 2000 و2010.

### تعداد عام 2000
بلغ عدد سكان زيلاه 2,198 نسمة بحسب تعداد عام 2000، وبلغ عدد الأسر 792 أسرة وعدد العائلات 591 عائلة مقيمة في المدينة.
وتوزع التركيب العرقي للمدينة بنسبة 73.25% من البيض و 2.14% من الأمريكيين الأصليين و 0.77% من الأمريكيين ذوي الأصول الآسيوية و 0.36% من سكان جزر المحيط الهادئ و 0.82% من الأمريكيين الأفارقة و 4.37% من عرقين مختلطين أو أكثر.
بلغ عدد الأسر 792 أسرة كانت نسبة 40.2% منها لديها أطفال تحت سن الثامنة عشر تعيش معهم، وبلغت نسبة الأزواج القاطنين مع بعضهم البعض 56.9% من أصل المجموع الكلي للأسر، ونسبة 13.8% من الأسر كان لديها معيلات من الإناث دون وجود شريك، وكانت نسبة 25.3% من غير العائلات. تألفت نسبة 21.7% من أصل جميع الأسر من أفراد ونسبة 10.0% كانوا يعيش معهم شخص وحيد يبلغ من العمر 65 عاماً فما فوق. وبلغ متوسط حجم الأسرة المعيشية 3.22، أما متوسط حجم العائلات فبلغ 2.78.
بلغ العمر الوسطي للسكان 33 عاماً. وكانت نسبة 31.2% من القاطنين تحت سن الثامنة عشر، وكانت نسبة 8.2% بين الثامنة عشر والأربعة وعشرون عاماً، ونسبة 27.6% كانت واقعةً في الفئة العمرية ما بين الخامسة والعشرون حتى والأربعة وأربعون عاماً، ونسبة 19.3% كانت ما بين الخامسة والأربعون حتى الرابعة والستون، يوجد لكل 100 أنثى 92.0 ذكر، ويوجد لكل 100 أنثى في الثامنة عشر من عمرها فما فوق 89.0 ذكر.
بلغ متوسط دخل الأسرة في المدينة 38,214 دولار، أما متوسط دخل العائلة فبلغ 44,688 دولار. وكان متوسط دخل الذكور 33,819 دولار مقابل 23,603 دولار للإناث. وسجل دخل الفرد الخاص بالمدينة 16,415 دولار.

### تعداد عام 2010
بلغ عدد سكان زيلاه 2,964 نسمة بحسب تعداد عام 2010، وبلغ عدد الأسر 1,033 أسرة وعدد العائلات 741 عائلة مقيمة في المدينة. في حين سجلت الكثافة السكانية 1,665.2 نسمة لكل ميل مربع (642.9/كم2). وبلغ عدد الوحدات السكنية 1,105 وحدة بمتوسط كثافة قدره 620.8 لكل ميل مربع (239.7/كم2).
وتوزع التركيب العرقي للمدينة بنسبة 63.8% من البيض و 3.8% من الأمريكيين الأصليين و 0.9% من الأمريكيين ذوي الأصول الآسيوية و 0.2% من سكان جزر المحيط الهادئ و 0.3% من الأمريكيين الأفارقة و 3.9% من عرقين مختلطين أو أكثر.
بلغ عدد الأسر 1,033 أسرة كانت نسبة 43.4% منها لديها أطفال تحت سن الثامنة عشر تعيش معهم، وبلغت نسبة الأزواج القاطنين مع بعضهم البعض 53.0% من أصل المجموع الكلي للأسر، ونسبة 13.1% من الأسر كان لديها معيلات من الإناث دون وجود شريك، بينما كانت نسبة 5.6% من الأسر لديها معيلون من الذكور دون وجود شريكة وكانت نسبة 28.3% من غير العائلات. تألفت نسبة 23.9% من أصل جميع الأسر من أفراد ونسبة 8.9% كانوا يعيش معهم شخص وحيد يبلغ من العمر 65 عاماً فما فوق. وبلغ متوسط حجم الأسرة المعيشية 3.40، أما متوسط حجم العائلات فبلغ 2.87.
بلغ العمر الوسطي للسكان 31.9 عاماً. وكانت نسبة 31.4% من القاطنين تحت سن الثامنة عشر، وكانت نسبة 8.9% بين الثامنة عشر والأربعة وعشرون عاماً، ونسبة 27.3% كانت واقعةً في الفئة العمرية ما بين الخامسة والعشرون حتى والأربعة وأربعون عاماً، ونسبة 22.9% كانت ما بين الخامسة والأربعون حتى الرابعة والستون، ونسبة 9.3% كانت ضمن فئة الخامسة والستون عاماً فما فوق. وتوزع التركيب الجنسي للسكان بنسبة 49.8% ذكور و50.2% إناث.